# Aeroportul San José, Las Perlas
Aeroportul San José, Las Perlas (IATA: SIC) este un aeroport din Provincia Panamá, Panama ce deservește zona Isla de San José⁠(d).
Situat la o altitudine de 40 m, aeroportul dispune de o singură pistă.